# Ercole II. d’Este

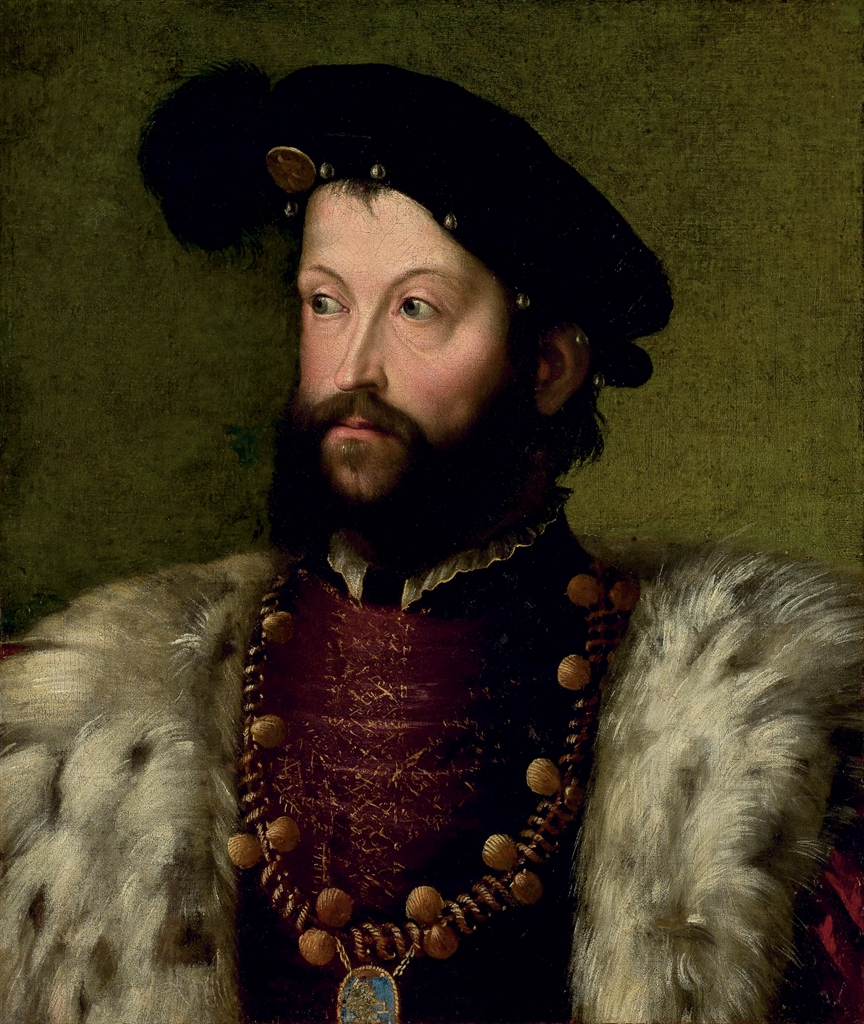
Ercole II. d’Este (von Nicolò dell’Abbate)

Ercole II. d’Este (* 4. April 1508 in Ferrara; † 3. Oktober 1559 ebenda) war von 1534 bis 1559 Herzog von Ferrara, Modena und Reggio.

## Herkunft
Ercole stammte aus dem Haus der Este, das zu den ältesten italienischen Adelsgeschlechtern zählt, da seine Mitglieder bereits 951 als Markgrafen auftreten, ab 1240 Ferrara beherrschten, 1452 zu Herzögen von Modena und 1471 zu Herzögen von Ferrara aufstiegen.
Er war der älteste Sohn von Herzog Alfonso I. d’Este (* 1476,† 1534) aus dessen Ehe mit Lucrezia Borgia (* 1480, † 1519), einer Tochter von Kardinal Rodrigo Borgia, der von 1492 bis 1503 als Papst Alexander VI. regierte.

## Leben

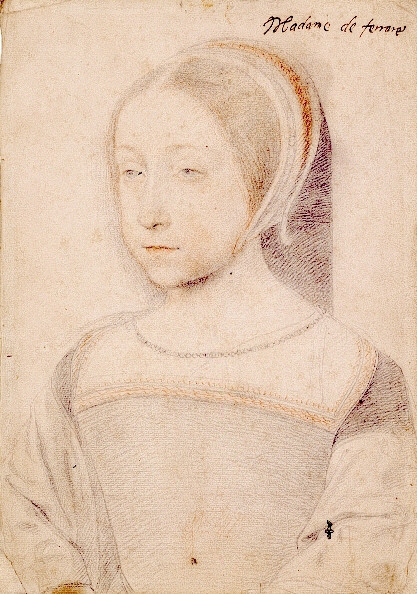
Renée de France (1510–1575)

Ercole heiratete aus politischen Motiven Renée de France (1510–1575), eine Tochter des Königs Ludwig XII. von Frankreich und der Anne de Bretagne, wobei die Ehe am 28. Juni 1528 in Paris in der Sainte-Chapelle vor dem päpstlichen Legaten Kardinal Giovanni Salviati geschlossen wurde. Da der König Franz I. nicht in der Lage war, für die Mitgift der Tochter seines Vorgängers viel Geld auszuzahlen, verlieh er Ercole stattdessen die Titel Herzog von Chartres, Graf von Gisors und Herr von Montargis und verpflichtete sich zur Zahlung einer Rente von jährlich 12.000 Scudi.
Ercole folgte seinem Vater am 31. Oktober 1534 als Herzog nach. Er bot ab 1536 den aus Spanien und Portugal vertriebenen Juden eine neue Heimat, weil das den Handel und somit den Wohlstand Ferraras förderte. So wurde die Stadt von 1536 bis 1554 zur wichtigen Anlaufstelle der sefardischen Juden. 1554 fand in Ferrara ein rabbinischer Kongress statt, zwei Jahre später konnte eine jüdische Universität gegründet werden. Die Gesetze, die Ercole zum Schutz der Juden einführte, galten als die fortschrittlichsten in Italien. Er unterhielt auf Grundlage dessen über Jahre hinweg mit Gracia Nasi zu ihrer Zeit sowohl in Ferrara als auch in Konstantinopel wiederholt geschäftlichen und diplomatischen Briefverkehr.
Seine Frau Renée war dagegen Anhängerin der Reformation und mit dem evangelischen Lehrer Fulvio Pellegrino Morato und seiner Tochter Olympia Morata (1526–1555) befreundet. Sie öffnete den Hof von Ferrara für religiös verfolgte Intellektuelle aus Mitteleuropa, vor allem aus Frankreich. So kamen 1535 der französische Dichter Clément Marot nach Ferrara, 1536 Johannes Calvin, 1537 Vittoria Colonna und Bernardino Ochino und um 1540 Celio Secondo Curione, Camillo Renato und Aonio Paleario.
Renées Sympathien für den Protestantismus führten zum Bruch mit Ercole, dessen Herzogtum in seinem ferraresischen Teil de jure zum Kirchenstaat gehörte und der naturgemäß eine vorsichtige Politik gegenüber dem Papst treiben musste. 1554 ließ er deswegen seine Frau im Palazzo di Renata di Francia (Pareschi) unter Hausarrest stellen. Weitere Schritte in seiner prokatholischen Parteinahme waren 1556 ein Bündnisvertrag mit Frankreich und 1558 ein Friedensvertrag mit Spanien.
Unter Herzog Ercole II. bekam das Castello Estense sein heutiges Aussehen, nachdem es 1544 durch einen Brand beschädigt worden war. Der Umbau wurde von Girolamo da Carpi ausgeführt. 

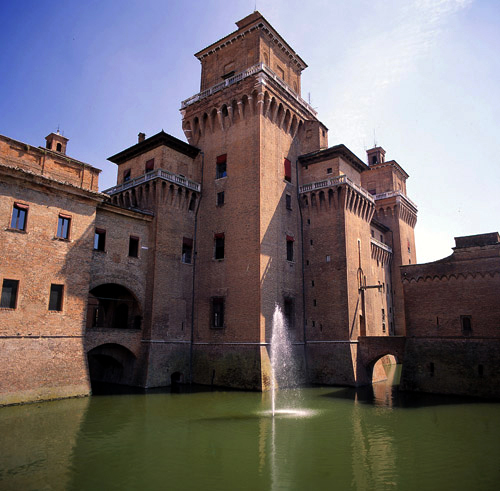
Castello Estense

## Kinder
Ercole II. und Renée hatten fünf Kinder:
1. Anna (1531–1607) ⚭ (I) 1548 François de Lorraine, duc de Guise (1519–1563); ⚭ (II) 1566 Jakob von Savoyen, Herzog von Nemours (1531–1585),
2. Alfonso II. (1533–1597), Herzog 1559, ⚭ (I) 1558 Lucrezia de’ Medici (1545–1562), Tochter des Großherzogs Cosimos I. von Toskana; ⚭ (II) 1565 Barbara von Österreich (1539–1572), Tochter des Kaisers Ferdinand I.; ⚭ (III) 1579 Eleonora Gonzaga (1564–1618), Tochter des Herzogs Guglielmo Gonzaga von Mantua,
3. Lucrezia (1535–1598) ⚭ 1570 Francesco Maria II. della Rovere (1549–1631), Herzog von Urbino
4. Eleonora (1537–1581),
5. Luigi (1538–1586), Kardinal 1561.

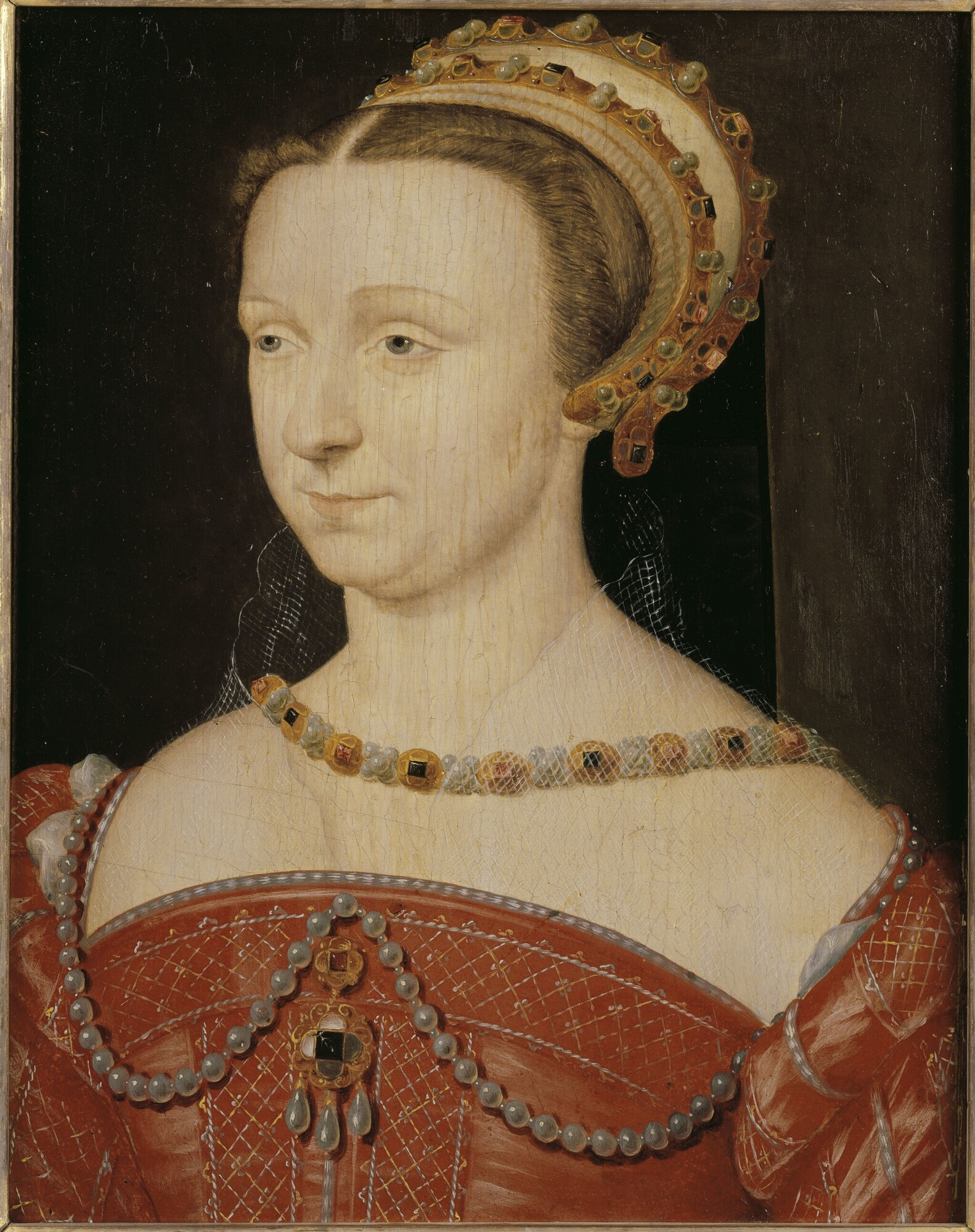
Anna
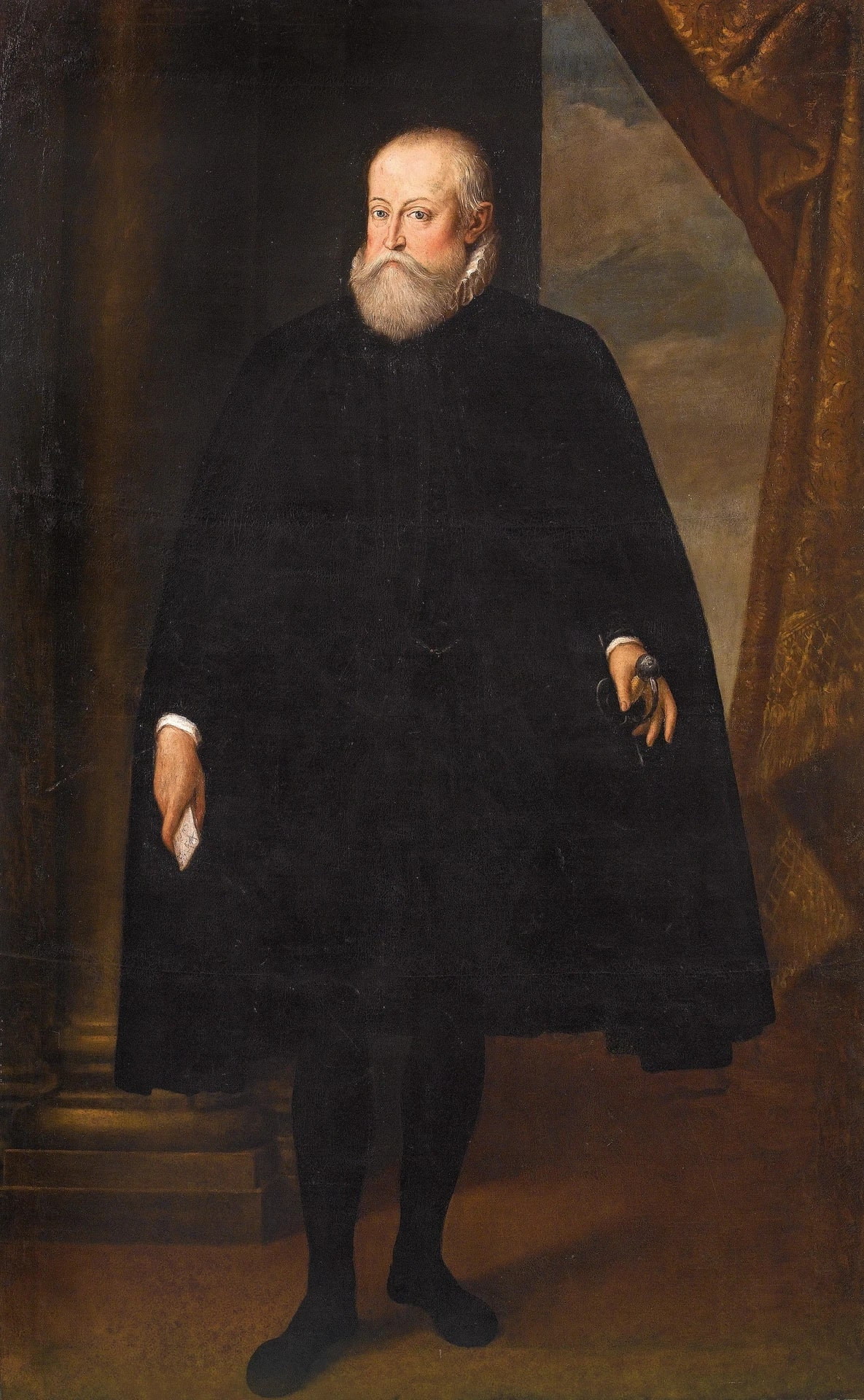
Alfonso
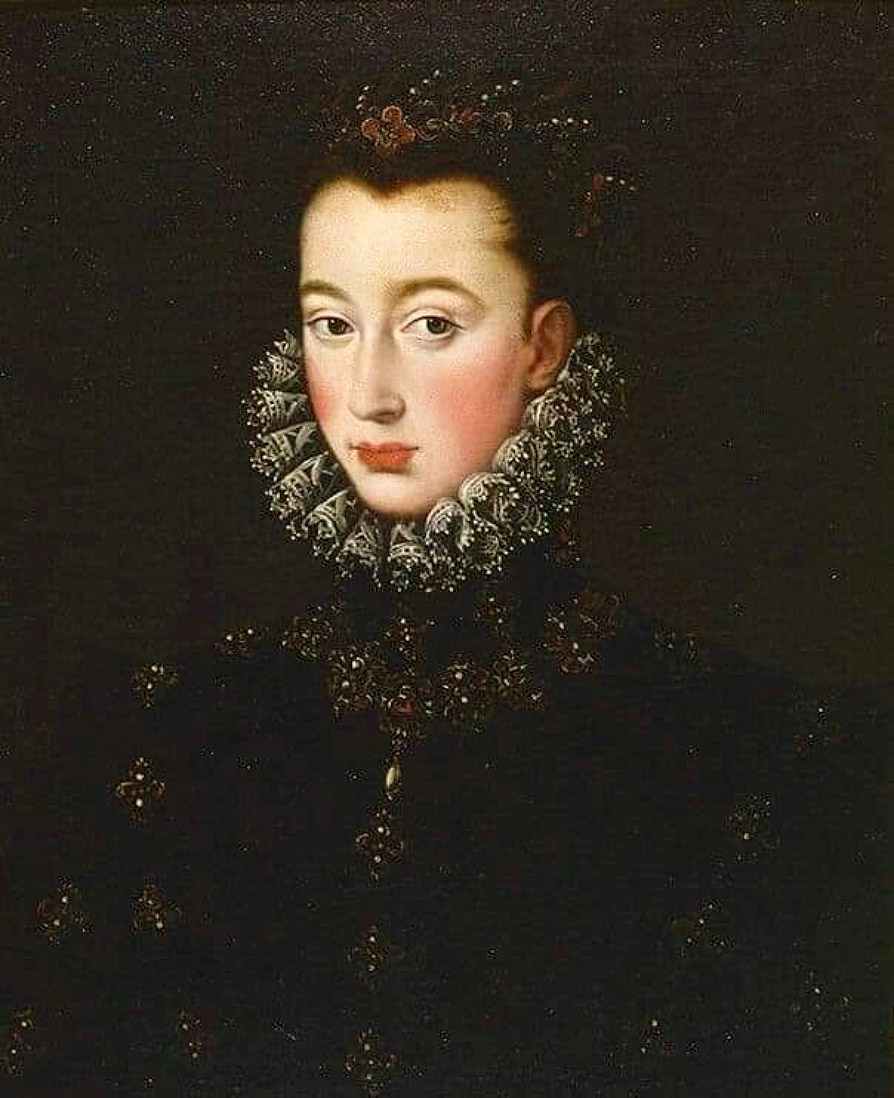
Lucrezia
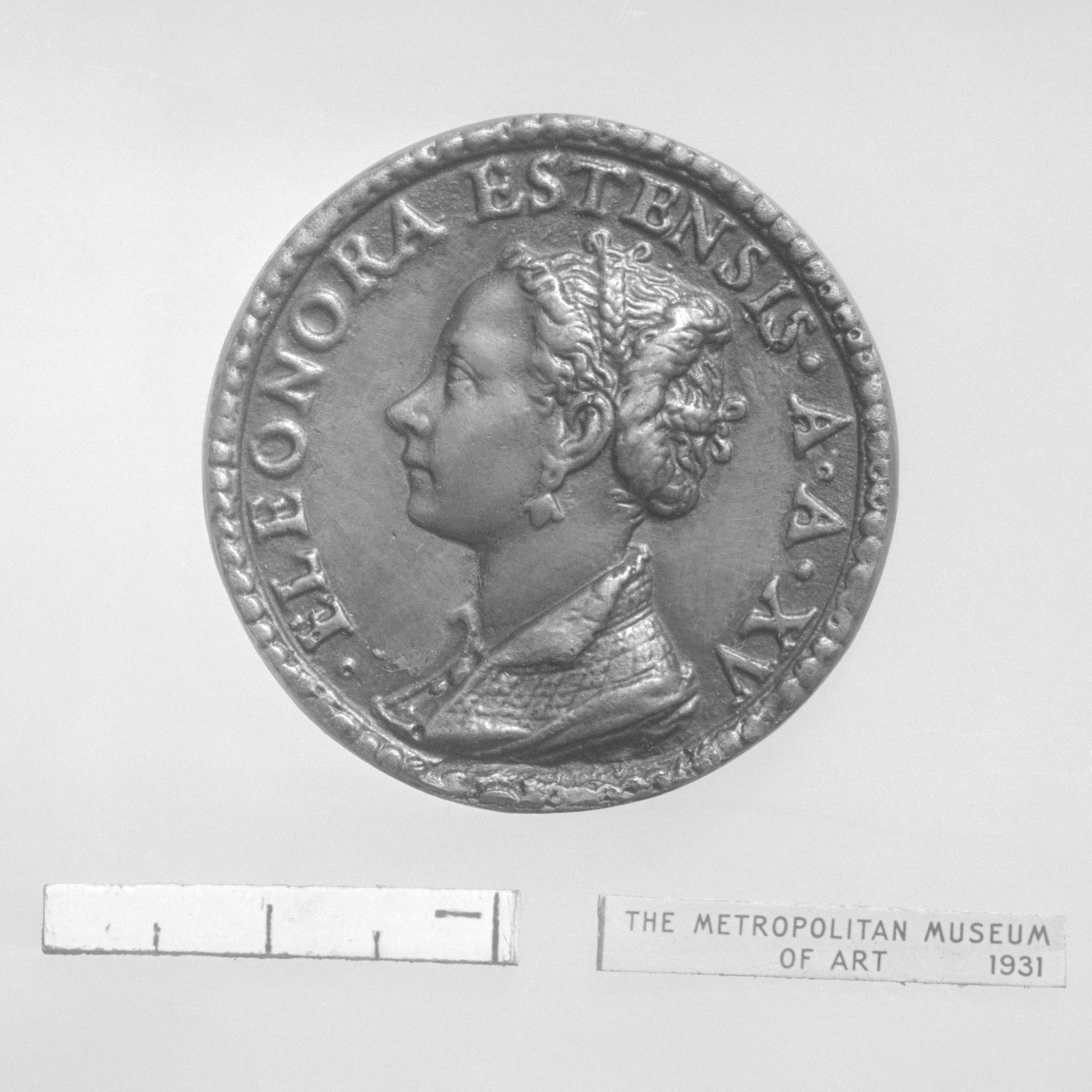
Eleonora
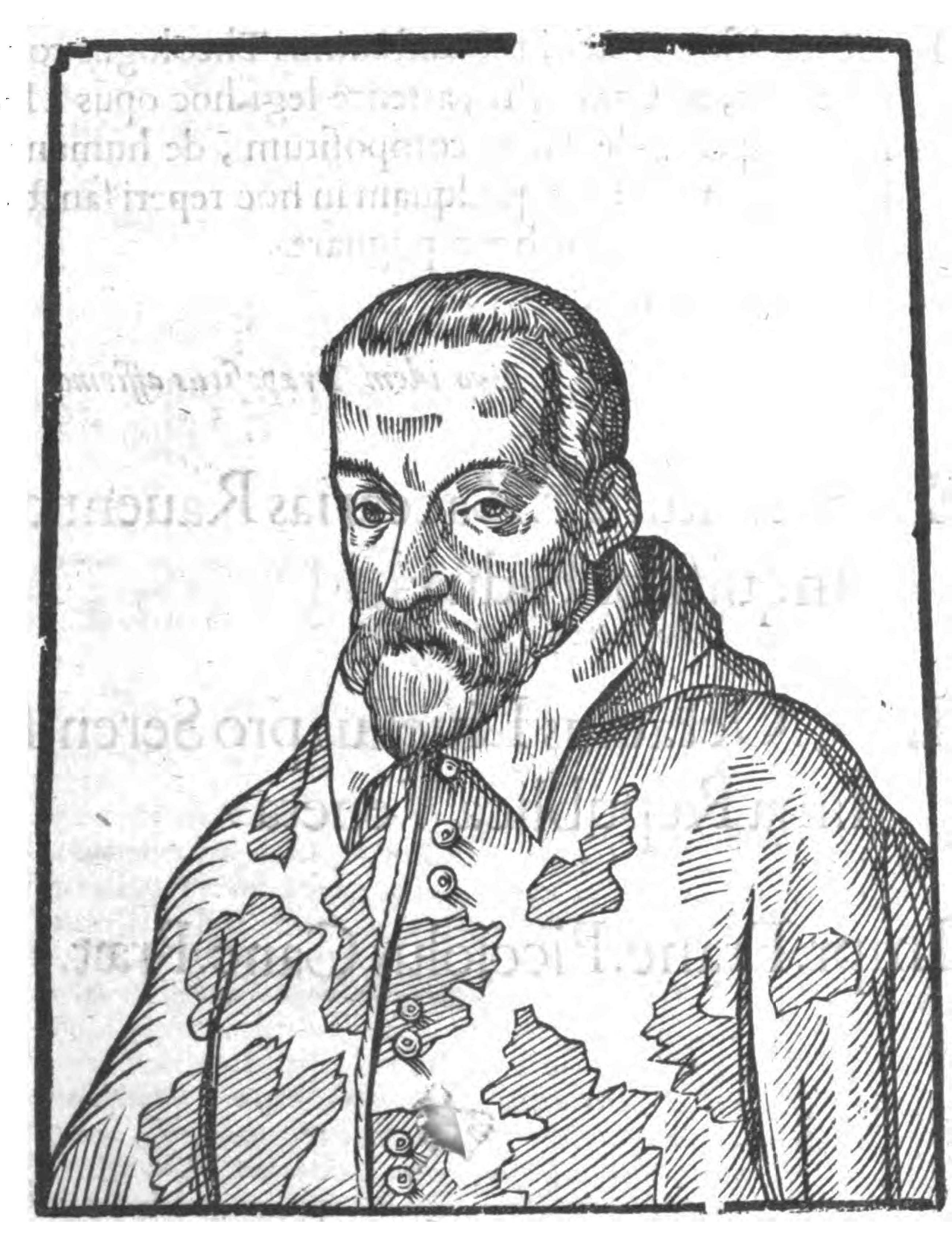
Luigi